# Bitches Brew
Bitches Brew ist ein Studioalbum des US-amerikanischen Jazzmusikers Miles Davis, aufgenommen im August 1969 und veröffentlicht im März 1970 von Columbia Records. Berühmtheit hat das Doppelalbum erlangt, da es noch konsequenter als das Vorgängeralbum In a Silent Way (1969) Jazz mit Rockelementen verband, was später als Fusion bezeichnet worden ist. Es gilt als die Initialzündung der Fusion-Musik und nimmt damit nicht nur im Werk von Miles Davis, sondern auch in der Entwicklung des Jazz eine herausragende Stellung ein. Der Titel des Albums ist ein Wortspiel aus Witches’ Brew (dt. Zaubertrank, Hexengebräu, Teufelszeug) und bitch (dt. Hündin, Schlampe), das 1970 recht provokant klang.

## Vorgeschichte des Albums
Bitches Brew ist nicht – wie häufig fälschlicherweise angenommen wird – die erste Jazzrock-Platte überhaupt. Neben dem Vorgängeralbum In a Silent Way erschien im selben Jahr auch die LP Emergency! von Tony Williams. Zudem erschien bereits 1969 das Album Hot Rats von Frank Zappa, das häufig als erstes Jazzrock-Album angesehen wird.
Inspiriert wurde Miles Davis zu diesem Album durch das Woodstock-Festival. Die erste Session fand nur wenige Tage nach diesem statt. Miles Davis gab als Einflüsse seiner Musik dieser Zeit aber vor allem James Brown, Sly Stone und den deutschen Komponisten Karlheinz Stockhausen an.

### Ökonomische Aspekte
Die tiefgreifenden stilistischen Veränderungen in Davis’ musikalischem Konzept hin zur Fusion von Jazz und Rock vollzogen sich zunächst nur in Bezug auf die Arbeit im Aufnahmestudio; bei seinen Live-Auftritten gab Miles bis 1969 den Nummern den Vorzug, die seit Mitte der 1960er Jahre zu seinem Repertoire gehörten. Clive Davis, der damalige Präsident seiner Plattenfirma Columbia, konnte ihn schließlich überreden, statt wie bisher in kleinen Clubs in größeren Veranstaltungslokalen – wie dem New Yorker Fillmore East – auch vor Rockpublikum aufzutreten. Am 6. März 1969 kam es dort zu einem bizarren Auftritt; die Programmzusammenstellung umfasste neben der Band von Miles Davis die Steve Miller Band und Neil Youngs Gruppe Crazy Horse.
Davis erinnerte sich in seiner Autobiographie an diese Phase: „(…) die Jazzmusik schien auszutrocknen wie die Trauben am Stock – zumindest, was die Plattenverkaufszahlen und Liveauftritte anging. Zum ersten Mal seit langer Zeit spielte ich nicht mehr vor vollen Häusern. In Europa waren meine Konzerte zwar immer ausverkauft, aber in den Vereinigten Staaten spielten wir 1969 oft in halbleeren Clubs. Für mich war das ein Zeichen.“ Ekkehard Jost kam in seiner Sozialgeschichte des Jazz in den USA zu der Einschätzung, dass die Bosse bei Columbia dem Trompeter damals rieten, den Stil zu ändern, da seine Musik der letzten Jahre mit seiner „fortgeschrittenen freien Tonalität“ einen für einen großen Publikumskreis „zu hohen Komplexitätsgrad“ erreicht hätte.

## Die Musik des Albums
„Dann dachte ich an was Größeres, an ein ganzes Gerüst für ein Stück. Ich schrieb einen Akkord auf zwei Beats und die Musiker ließen zwei Beats weg, also eins, zwei, drei, da-dum, verstehst du? Der Akzent lag auf dem vierten Beat. Jedenfalls erklärte ich den Musikern, dass sie jede Freiheit hätten, spielen konnten, was sie hörten, nur müsste das ganze als Akkord kommen.“

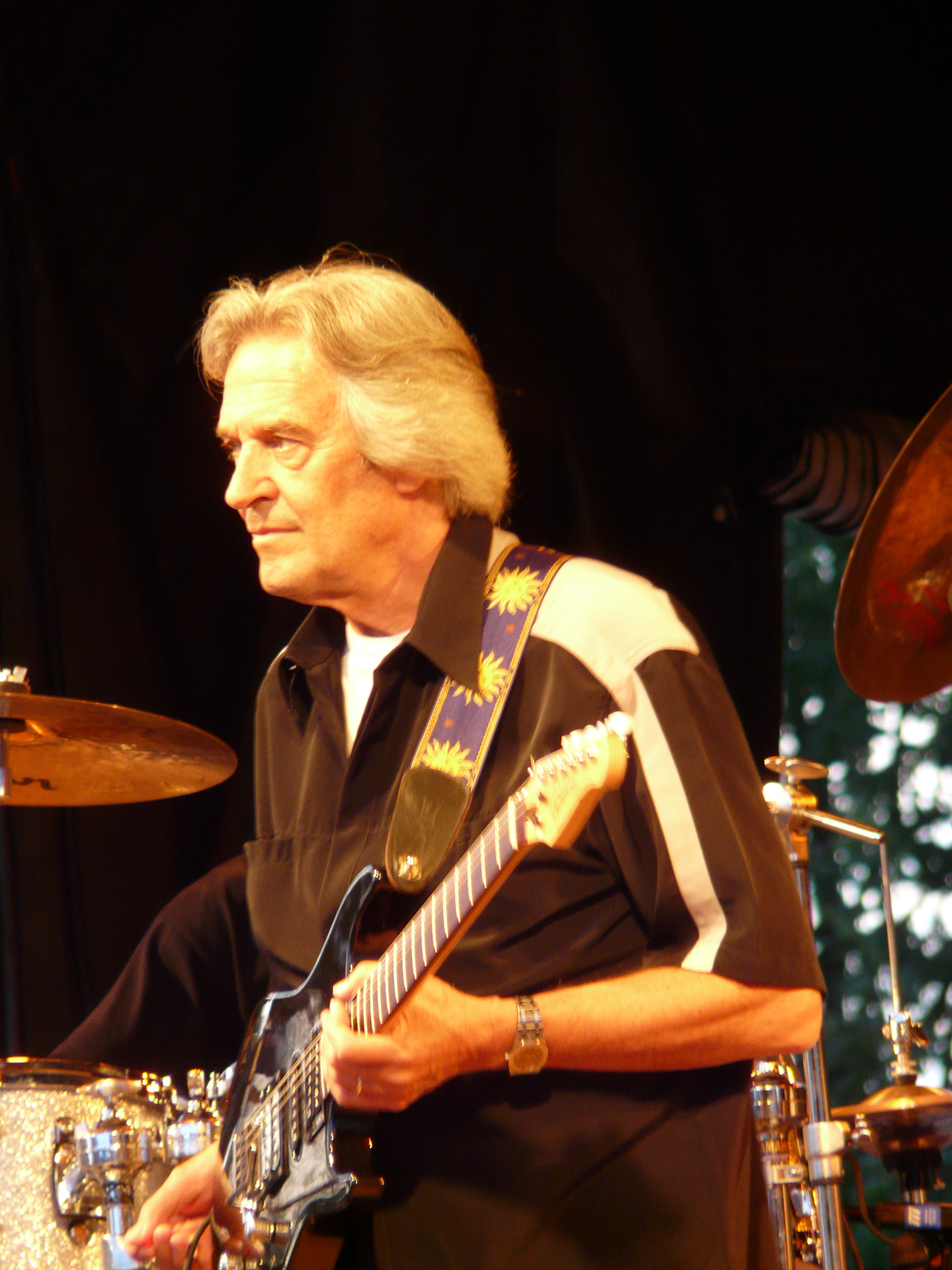
John McLaughlin 2008

In der beschriebenen Arbeitsweise spielten Miles Davis und seine Musiker bei den Proben; schließlich gingen sie im August 1969 für drei Tage in das Columbia-Studio in der 52sten Straße New Yorks. Miles ließ Teo Macero alles Material aufnehmen, ohne die Band zu unterbrechen und Fragen zu stellen. Miles Davis widerspricht in seiner Autobiographie der Legende, Bitches Brew sei das Produkt von Clive Davis und Teo Macero; „Wir fingen an und ich führte die Musiker – wie ein Dirigent. Manchmal schrieb ich für jemanden eine kleine Passage oder erklärte ihm, dass ich seine Stimme anders hörte und die Musik wuchs, wurde immer besser. Sie war luftig und gleichzeitig dicht. (…) Diese Aufnahmesession war also die Entwicklung eines schöpferischen Prozesses, eine lebendige Komposition.“ Nisenson nennt es „die Kreation eines improvisierenden Orchesters durch den Einsatz der Elektronik. Bennie Maupins Bassklarinette war nicht nur Soloinstrument, sondern eine zusätzliche Farbe in dem Gebräu, auch McLaughlin spielte nicht nur Leadgitarre, sondern ebenso im Ensemble. Kollektive Improvisation war von vielen Avantgardemusikern versucht worden, auch von Ornette Coleman und John Coltrane, aber Miles setzte sie so ein, dass jedes Instrument seinen Beitrag lieferte und alle zusammen Klangkaleidoskope à la Gil Evans schufen.“ Peter Wießmüller schrieb: „die Musik von Bitches Brew ist melodisch sehr abstrakt und chromatisch gestaltet, während sie rhythmisch auf einem dynamischen und vielschichtigen Rockbeat gegründet ist. Die alte Idee der kettenförmigen Solistik wurde hier endgültig durch ein ‚neues‘ Basiselement ersetzt; Miles’ Trompetenstimme steht allein dem Rest des Ensembles gegenüber. Die Hauptachse der musikalischen Interaktion verläuft zwischen diesen beiden Faktoren.“
Der erste Titel des Albums, der fast 20-minütige Pharaoh’s Dance von Joe Zawinul, der die ganze erste Seite des Albums ausmachte, setzt den „flachen Beat und die Strukturlegung des Konzepts von In a Silent Way fort, angereichert durch das frei gestaltete und dunkel gefärbte Spiel der Bassklarinette“ Bennie Maupins; Miles Davis gestaltet sein Solo, indem er eine neue Variante des Call and Response-Prinzips spielt.

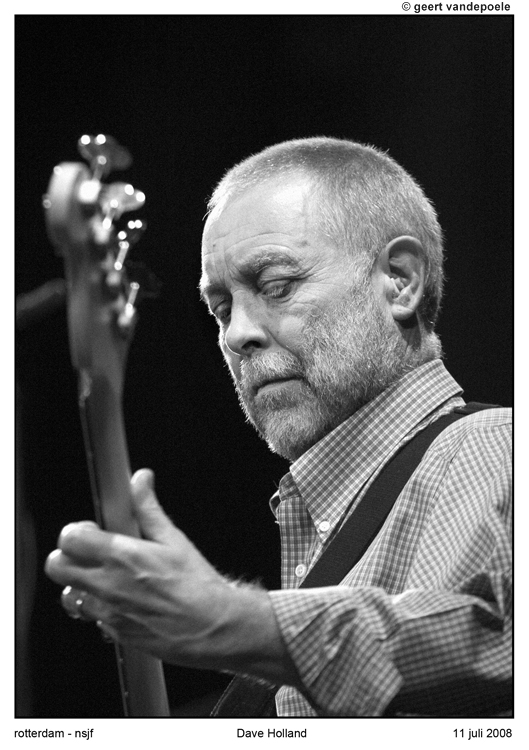
Dave Holland 2008

Bitches Brew, mit 27 Minuten längstes Stück des Albums, beginnt mit einem als Call and Response angelegten, durchkomponierten Prolog, während das übrige Stück eher sessionartig angelegt ist. Der Prolog setzt mit dem „Ruf“ der Bassgitarre ein, den das Ensemble im freien Kollektivspiel beantwortet. Mit dem Beginn des dritten Ausrufs bläst Miles Davis einen Trompetenton, der über die Echoplex bis zu zwanzig Mal in gleicher Höhe weiterschwingt. Wießmüller sieht in der zweimaligen Wiederholung dieser Passage eine „geradezu hypnotische Atmosphäre“ entstehen, die der Trompeter „anschließend in melodramatischer Abwärtsphrasierung mit lang ausgehaltener und schwebender Intonierung wieder abschwächt.“ Das Stück endet wieder mit den hypnotischen Ausrufen der Bassgitarre.
Spanish Key, das erste Stück der dritten Plattenseite, ist von einem schnellen, ziemlich rockenden Beat bestimmt; mit dem Titel verweist Davis auf die tonale Grundlage seiner Komposition, nämlich auf eine in der spanischen Folklore anzutreffende Tonleiter. Miles stellt das thematische Motiv vor; später entwickeln die Solisten, mit sehr viel Freiheit in den einzelnen Bereichen, ihre Improvisationen, jeweils verkettet durch Miles Davis’ thematische Phrasierungen. Zuerst spielt Wayne Shorter entspannte Linien auf dem Sopransaxophon, dann folgen funkige Gitarrenkürzel von McLaughlin. Im letzten Drittel des Stücks verdichtet sich der Ensembleklang zu einer „perkussiven Ornamentik, die von Bennie Maupins gespenstischem Bassklarinetten-Solo getragen wird.“ Im anschließenden Titel „John McLaughlin“, dem kürzesten Stück des Albums, setzten der Trompeter und auch Wayne Shorter aus. Das Stück wird von einer Ostinato-Figur des E-Pianos angetrieben; darüber setzt John McLaughlin seine solistischen Kürzel.
Als einer der Höhepunkte des Albums gilt Miles Runs the Voodoo Down, mit dem die vierte Seite des Albums beginnt. Das Stück basiert auf einem simplen Bass-Riff und einem eher langsamen Vamp. „Darüber bläst Miles einige Phrasen in mittleren Registern, deren Alternierung zwischen Dur und Moll seine ganze Bluestradition erkennen lässt“, so sein Biograph Peter Wießmüller. „Miles’ technische Fähigkeiten erreichen hier einen neuen ungewöhnlichen Reifegrad: In den tiefen Registern beschwört er in lebendigem Spiel mit gezogenen Noten, Rufen, Raunzen und Schreien in langer, linearer, aber auch in kurzer, abgehackter Phrasierung die ganze rituelle Kraft seines afrikanischen Erbes.“ Nach Miles’ Solo entspannt sich das musikalische Geschehen, nach McLaughlins Solo ziehen die Sopranklänge Wayne Shorters herauf, begleitet vom Hintergrundspiel Bennie Maupins auf der Bassklarinette und den Fuzz-Klängen Chick Coreas, das schließlich in ein Simultanspiel mit dem zweiten E-Pianisten Larry Young mündet.
Das Album klingt aus mit einer Version von Sanctuary, das Miles Davis mit einer breit angelegten und fallenden Phrasierung beherrscht; dann setzt er rhythmische Akzente, auf die das Ensemble mit Drive reagiert.
Die Verwendung elektrischer Instrumente, die exzessive Nachbearbeitung der Aufnahmen im Studio, die Auflösung der Liedstrukturen zugunsten freier Improvisation sowie die lange Dauer der einzelnen Musikstücke charakterisieren das Album: Nach Ansicht von Davis hätte man die Musik auf Bitches Brew „nie für ein Orchester schreiben können. Ich notierte nur Bruchstücke, aber nicht, weil ich nicht wusste, was ich wollte; vielmehr war mir klar, dass meine Vorstellungen aus einem Prozess wachsen müssten und nicht aus irgendwelchem vorarrangierten Scheiß. Diese Session war reine Improvisation, und das macht den Jazz so aufregend.“
Dem Musikwissenschaftler Fabian Holt zufolge ist Bitches Brew durch drei transformative Aspekte charakterisierbar: 1. eine Reduktion der harmonischen Komplexität, 2. die Auflösung der Chorusform und eine stärkere Großgliederung mit unterschiedlichen Tempi, Rhythmen und Stimmungen sowie 3. einen veränderten Sound („elektrisch“, „Klanglandschaft“).

## Das Cover des Albums
Nach Einschätzung von Musikwissenschaftlern wie Ekkehard Jost kam der ästhetische „Stilwandel (auch) im poppig-surrealistischen Schallplattencover“ zum Ausdruck.
Das Cover von Mati Klarwein spielte in seinem „Hippie-Surrealismus“ mit „Ideen wie Spiritualität, Urgewalten, Zeitlosigkeit, Utopie und Raum jenseits der Wirklichkeit.“ Es passte damit zu den Songtiteln, in denen sich „Anspielungen auf Hexenmagie und ägyptische Mythologie finden.“  Die Coverabbildung wurde von Rockjournalisten euphorisch gefeiert: „Da brennen Mohnblumen neben schaumigen Brandungswellen, da umarmen sich afrikanische Königskinder, und die glatzköpfigen Gesichter einer schwarzen und weißen Frau, die aus den Fingern gekreuzter Hände hervorwachsen, sind mit Tau- und Blutstropfen übersät“, so damals Siegfried Schmidt-Joos und Barry Graves.

## Titelliste

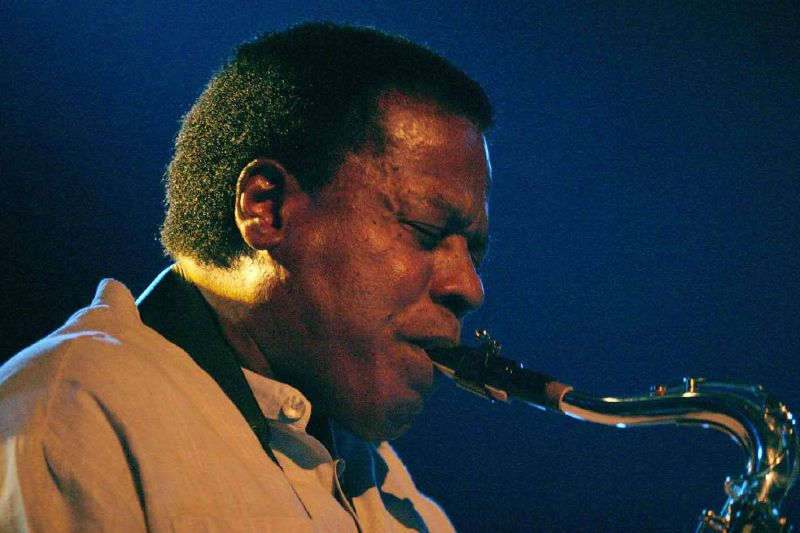
Wayne Shorter 2006

Bis auf die gekennzeichneten Ausnahmen stammen alle Kompositionen von Miles Davis.
Seite 1
1. Pharaoh’s Dance (Joe Zawinul) – 19:58
Seite 2
2. Bitches Brew – 27:00
Seite 3
3. Spanish Key – 17:27
4. John McLaughlin – 4:24
Seite 4
5. Miles Runs the Voodoo Down – 14:02
6. Sanctuary (Wayne Shorter, Miles Davis) – 10:54
CD-Bonustrack
7. Feio (Shorter) – 11:49

## Wirkungsgeschichte

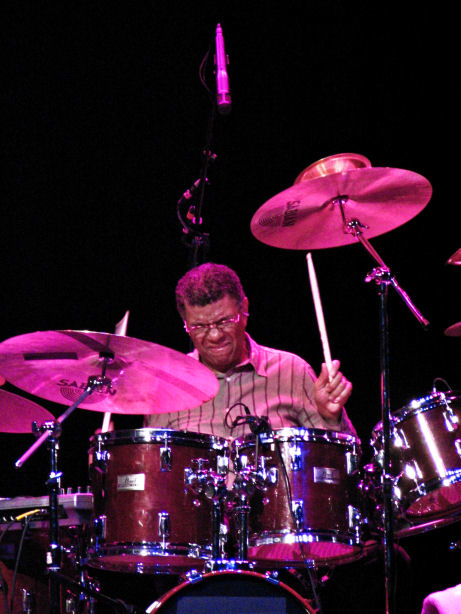
Jack DeJohnette 2006

Während von keinem seiner letzten Alben davor mehr als 25.000 Exemplare verkauft worden waren, erreichte Bitches Brew binnen weniger Monate die Auflagenhöhe von einer halben Million Kopien und wurde der erste große kommerzielle Erfolg der Fusionmusik. Es „verursachte eine Kettenreaktion, die Mitte der 1970er Jahre noch nicht abgeschlossen war“, so der Jazzhistoriker Arrigo Polillo. Für Bitches Brew bekommt Davis in den USA zum ersten Mal eine Goldene Schallplatte für 400.000 verkaufte Alben. Damit ist es zu diesem Zeitpunkt sein meistverkauftes Werk. 1971 wurde es als Bestes Jazz-Ensemble-Album mit einem Grammy ausgezeichnet.
Nach Vorläufern wie der von Jeremy Steig geleiteten Gruppe Jeremy & the Satyrs, Larry Coryells The Free Spirits und dem Gary Burton Quartett mit Larry Coryell sowie der Formation Soft Machine in England gilt Miles Davis’ Bitches Brew als erster künstlerischer und kommerzieller Höhepunkt der Fusion-Bewegung, auch wenn das Konzept eines orchestral dichten, spontanen Kollektivspiels später nicht von vielen Fusionmusikern übernommen wurde.
Bitches Brew gilt als eines der einflussreichsten Fusionalben, weil es dem neuen Stil sowohl musikalisch als auch kulturell „eine klare Richtung vorgab.“ Davis bewegte sich mit dem Album an den Rand des Jazz. „Vorangegangene Jazz- und Pop-Produktionen klingen im Vergleich zu Bitches Brew fast ein wenig zahm. Miles flirtet nicht mit dem Rock, er begegnet dem Genre wie ein Boxer ohne Handschuhe“. Welche Auswirkungen das Album nach 1970 auf die Musikwelt hatte, unterstreicht ein von Martin Kunzler zitierter Ausspruch des Gitarristen Carlos Santana, der die Musik empfindet, „als ob ein Jahr in New York auf 25 Minuten komprimiert würde!“ Neu war weiterhin die Präsentation auf dem Cover und auch im Begleittext, den Ralph Gleason radikal in Kleinschreibung verfasste.
Den nächsten Schritt in neue musikalische Richtungen aus der Schar der beteiligten Musiker tat Wayne Shorter mit seinen Alben Super Nova und Odyssey of Iska; 1970/71 gründete er dann mit Joe Zawinul und Miroslav Vitouš die Formation Weather Report; Herbie Hancock nahm 1972 das Album Crossings auf, in dem er elektronisches Instrumentarium und Blasinstrumente verwebt. McLaughlin gründete 1970 das Mahavishnu Orchestra und Jack DeJohnette die Formation Compost.

## Rezeption

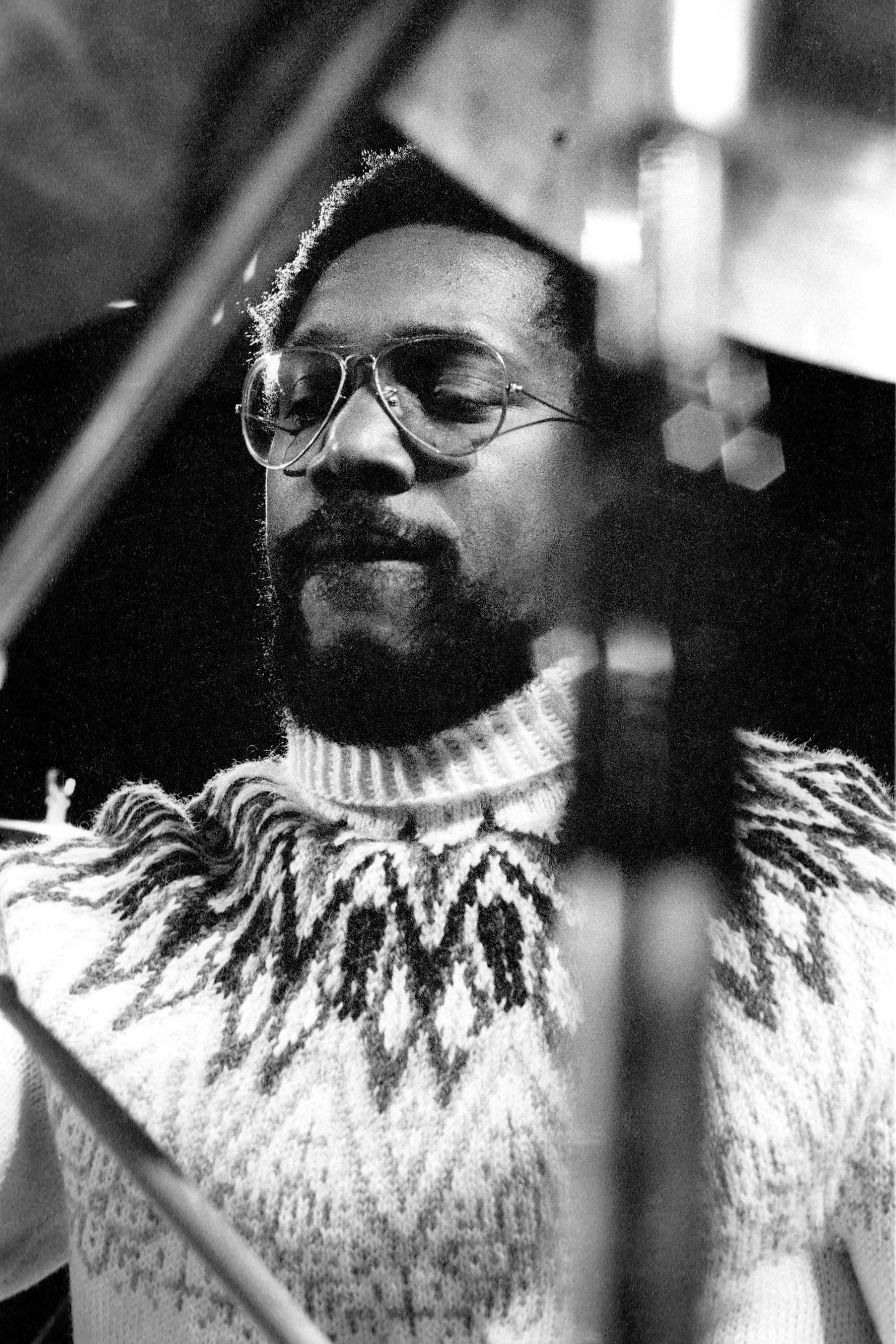
Billy Cobham 1974

Eric Nisenson zitiert die damalige Ratlosigkeit der etablierten Jazzkritik; der Down Beat vergab dem Album fünf Sterne, fand es aber schwierig, diese neue Musik zu beschreiben. 1970 gewann es sowohl die Readers als auch die Critics Polls von Down Beat als Record of the Year. Der Kritiker des Jazz-Magazins schrieb damals: „Die Musik in diesem Doppelalbum ist, um es vorsichtig zu sagen, ein fesselndes Erlebnis. Wenn auch elektronische Effekte eine große Rolle spielen, so dominiert doch die Kunst (sic!) und nicht irgendwelche Mätzchen, und die Musik überragt alles.“ Auch der Musikjournalist Ralph J. Gleason kam am Beginn seiner – auffallend unkonkret gehaltenen – Liner Notes zu der ernüchternden Feststellung: „Da gibt es so viel über diese Musik zu sagen. Ich beabsichtige nicht viel zu erklären, denn das ist dumm, die Musik spricht für sich selbst …“
Ekkehard Jost kam Anfang der 1980er Jahre zu einer kritischen Einschätzung: „An die Stelle von spontan sich vollziehenden Tempowechseln und polyrhythmischen Überlagerungen, wie sie für vorangegangene Davis-Aufnahmen typisch waren, tritt ein stereotyp durchgehaltener 8/8-Beat, der durch off-beat eingesetzte Akzente zwar belebt, aber niemals gefährdet wird. Freie Modalität mit wechselnden Bezugstönen wird ersetzt durch das Festhalten an einer Skala, deren harmonische Ausdeutung sich vielfach auf einen Akkord beschränkt. Melodische Entfaltung reduziert sich auf floskelhaft eingesetzte Motive mit Signalcharakter.“
Joachim-Ernst Berendt widerlegt allerdings den Vorwurf mancher Kritiker wie Jost, Davis habe sich 1969/70 mit Bitches Brew nur einem modischen Trend angeschlossen, angesichts der Behutsamkeit und Vorsicht, mit der der Trompeter ab 1967 den Übergang vom „akustischen“ zum „elektrischen Jazz“ durchführte.
Die Kritiker Richard Cook und Brian Morton nennen hingegen Bitches Brew „eines der bemerkenswertesten kreativen Statements der letzten 50 Jahre, in jeder Form. Es ist gleichzeitig tiefgreifend lückenhaft; es ist ein gigantischer Torso aufsprengender, lärmiger Musik, die sich vollkommen einer formalen Lösung verweigert.“ Cook/Morton spielen hierbei auf die Anekdoten an, die sich um die nicht konfliktfreie Zusammenarbeit von Teo Macero und Davis nach den Sessions ranken, als sie das Material zu dem vorliegenden Album zusammensetzten. Cook und Morton unterstreichen angesichts der inzwischen vollständig vorliegenden Edition The Complete Bitches Brew Sessions die enorme Leistung Teo Maceros als Produzent des vorliegenden Albums („an intuitive genius“).

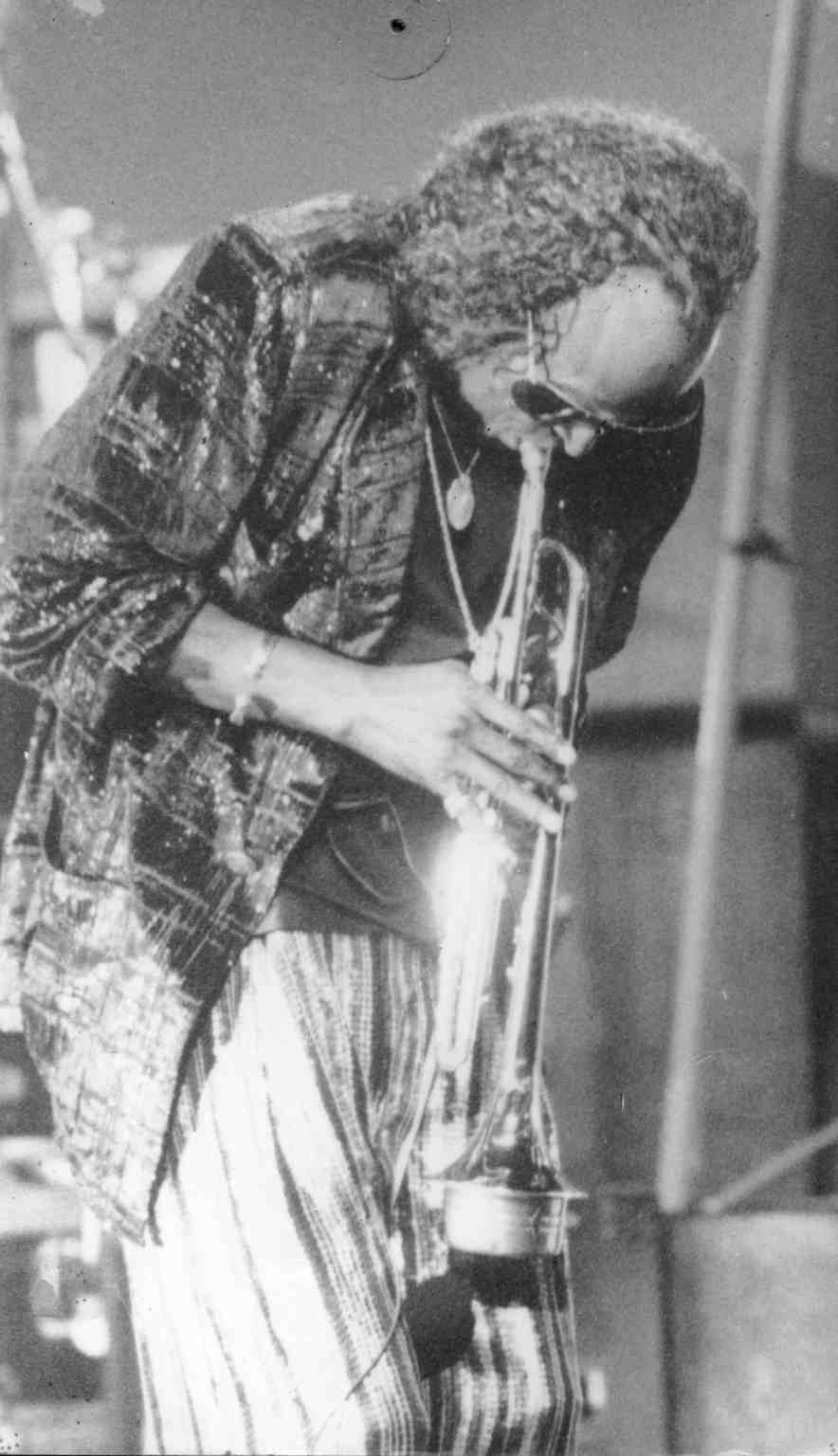
Davis in Rio de Janeiro 1974

Auch Ian Carr hebt Bitches Brew als eines der bedeutendsten Alben in Davis’ umfangreicher Diskographie hervor; Carr bezeichnet es im Jazz – Rough Guide als ein „stürmisches, massives Album; das große Ensemble bockt und erhebt sich wie ein lebendiges Wesen unter Miles’ Leitung. Dabei ist die Stimmung oft düster und brodelnd, und eine Atmosphäre kaum unterdrückter Leidenschaft zieht sich durch die Sessions. (…) Wichtiger bei Bitches Brew ist mehr der Prozess des Entstehens der Musik als das Endprodukt. Wie auch immer, auch mit seinen Schwächen, ist es ein heroisches, außerordentlich spannendes Dokument.“
Der britische Trompeter Dylan Jones verglich 2020 für GQ – Gentlemen’s Quarterly das Album mit dem Davis-Klassiker Kind of Blue, das in den Worten des Musikkritikers Richard Williams der „Klang der Isolation“ war; dagegen sei Bitches Brew, obwohl es nun 50 Jahre alt sei, „immer noch so herausfordernd wie eh und je - der Klang des Chaos.“ Denn Bitches Brew sei keinesfalls ein vollkommenes Album. Davis selbst habe das Album mit einer langen Jam-Session verglichen, „bei der das einzige wirkliche Ziel darin bestand, die Freak-Flagge wehen zu lassen. Die Ergebnisse waren abwechselnd chaotisch und spacig, frenetisch und funky. Das vielleicht erlösendste Vermächtnis des Albums ist sein Einfluss, denn obwohl Miles' Leidenschaft und Intensität überall auf der Platte zu hören sind, war die Schlammigkeit und Ungenauigkeit des Albums nicht die Art von Dingen, die man regelmäßig wiederholen könnte.“ Bitches Brew zeichne sich durch eine „merkwürdige Mischung aus Kompliziertheit und Schlamperei“ aus, die es sowohl zu einer verbotenen Sache mache „als auch schwer wiederholbar. Was für viele das Schlimmste von beiden Welten war. Wie ein Kritiker sagte, war der Entstehungsprozess wichtiger als das Endprodukt. Es mag nach Zukunft geklungen haben, aber es war möglicherweise nicht die Art von Zukunft, auf die wir uns alle freuen.“
Reinhard Kager hält in der Rückschau der Arte-Reihe „50 Jahrhundertaufnahmen des Jazz“ auf das Album fest: „So sehr das Klangbild und die Rhythmik von Bitches Brew auch von der Rockmusik geprägt sind, so wenig ist das bahnbrechende Album damit identifizierbar. Dank ihres offenen Gestus', ihrer überraschenden thematischen und harmonischen Wendungen und ihrer oft hochkomplexen Polyrhythmik sind die Stücke von Bitches Brew meilenweit vom kommerziellen Pop entfernt und dem Jazz weitaus näher, als es Traditionalisten Anfang der siebziger Jahre wahrnehmen wollten.“

„Verschiedene Etiketten sind seither geprägt worden für die Musik des Miles Davis der 1970er Jahre: Ob Rockjazz oder Jazzrock, ob Fusion Jazz oder Electric Jazz – mit Bitches Brew und den nachfolgenden, harmonisch noch weit freieren Alben wie „Live at Fillmore East“ und „Live-Evil“ ist es Miles Davis gelungen, den Jazz hellhörig zu machen für andere kreative Strömungen seiner Zeit. Und damit hat er den Grundstein gelegt für jene stilistische Offenheit und Vielfalt, die bis heute so wichtig ist für improvisierte Musik.“

### Bestenlisten
Das Fachmagazin Jazzwise wählte Bitches Brew auf Platz 9 der 100 Jazz Albums That Shook the World. Stuart Nicholson schrieb:

“Yes, there had been albums before Bitches Brew that did just that, but Miles Davis’ position in the jazz world sanctioned the union between two seemingly opposed bedfellows. With Bitches Brew the jazz-rock message was handed down from the mount on tablets of stone. From the title track with Davis, Shorter and Maupin emerging from the matrix of the mix before being swallowed up by this swirling electrical brew, to ‘Miles Runs the Voodoo Down’ with the trumpeter on the heels of Hendrix, the sound of jazz was changed forever.”

Rolling Stone wählte es 2003 auf Platz 94, 2012 auf Platz 95 und 2020 auf Platz 87 der 500 besten Alben aller Zeiten. Die deutschsprachige Ausgabe der Zeitschrift führt es auf Platz 12 der 100 besten Jazz-Alben.
In der Aufstellung der 500 besten Alben aller Zeiten von New Musical Express erreichte Bitches Brew Platz 323.
Das Magazin Time nahm es in die Zusammenstellung der 100 wichtigsten Alben auf.
Pitchfork wählte Bitches Brew auf Platz 18 der 100 besten Alben der 1970er Jahre.
In der Auswahl der 200 besten Alben aller Zeiten von Uncut belegt es Platz 119.
Bitches Brew wurde 1999 in die Grammy Hall of Fame und 2025 in das National Recording Registry der Library of Congress aufgenommen.
Das Album gehört zu den 1001 Albums You Must Hear Before You Die.

## The Complete Bitches Brew Sessions

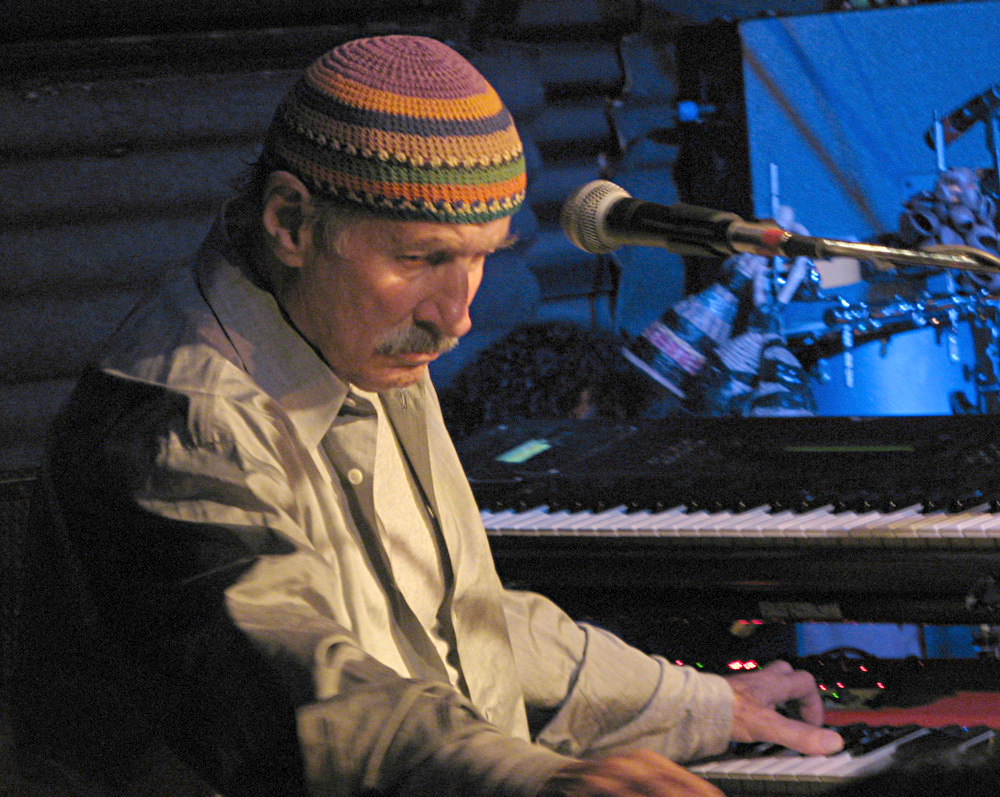
Joe Zawinul
The Zawinul Syndicate, Freiburg, 2007

Im November 1998 veröffentlichte Sony The Complete Bitches Brew Sessions auf vier CDs, die neben den klanglich überarbeiteten Original-Stücken 14 weitere Aufnahmen enthalten. Aufgenommen wurden die Stücke an nur drei Tagen im August 1969 sowie bei zwei weiteren Sessions im November 1969, Januar und Februar 1970. Die Ausgabe wurde von Seth Rothstein und Steve Berkowitz betreut. Mosaic Records veröffentlichte The Complete Bitches Brew Sessions (August 1969-February 1970) auf sechs LPs.
CD 1
1. Pharaoh’s Dance – 20:05
2. Bitches Brew – 26:58
3. Spanish Key – 17:32
4. John McLaughlin – 4:22
CD 2
5. Miles Runs the Voodoo Down – 14:01
6. Sanctuary – 10:56
7. Great Expectations – 13:45
8. Orange Lady – 13:50
9. Yaphet – 9:39
10. Corrado – 13:11
CD 3
11. Trevere – 5:55
12. The Big Green Serpent – 3:35
13. The Little Blue Frog (Alt) – 12:13
14. The Little Blue Frog (Mst) – 9:09
15. Lonely Fire – 21:09
16. Guinnevere – 21:07
CD 4
17. Feio – 11:49
18. Double Image – 8:25
19. Recollections – 18:54
20. Take It or Leave It – 2:13
21. Double Image – 5:52

## 40th Anniversary Edition
Im August 2010 erschien anlässlich des 40. Jubiläums Bitches Brew als Legacy Edition auf Doppel-CD. Neben alternativen Takes und Single Edits sind auf einer Bonus-DVD Filmaufnahmen von einem Auftritt in Kopenhagen 1969 enthalten.
Zudem veröffentlichte Sony die Sammlerausgabe 40th Anniversary Collector’s Edition mit 3 CDs, DVD und 2 LPs. Auf der dritten CD liegt ein Konzertmitschnitt vor.
Legacy Edition (CD 2)
7. Spanish Key (Alternate Take) – 10:20
8. John McLaughlin (Alternate Take) – 6:39
9. Miles Runs the Voodoo Down (Single Edit) – 2:49
10. Spanish Key (Single Edit) – 2:49
11. Great Expectations (Single Edit) – 2:41
12. Little Blue Frog (Single Edit) – 2:36
Tanglewood Live 1970 (CD 3)
13. Bill Graham Intro – 0:12
14. Directions – 9:31
15. Bitches Brew – 9:15
16. The Mask – 3:55
17. It’s About That Time – 7:30
18. Sanctuary – 1:35
19. Spanish Key / The Theme – 6:32
20. Miles Runs the Voodoo Down – 4:39
21. Bill Graham Outro – 0:22

## Weitere Veröffentlichungen
- Columbia veröffentlichte das Album Bitches Brew Live mit Mitschnitten vom Newport Jazz Festival und dem Isle of Wight Festival im Februar 2011 auf CD und LP.[51]
- Im August 2014 veröffentlichte Mobile Fidelity Sound Lab Bitches Brew als „Original Master Recording“ auf SACD.
- Mobile Fidelity Sound Lab bringt Bitches Brew im Juni 2025 als limitierte 2-LP-Sonderpressung in der Serie „UltraDisc One-Step“ auf den Markt.